# Epistaxis
La epistaxis (en griego: ἐπιστάζω (epistazo) sangrar por la nariz: ἐπί (epi) - "encima", "sobre" + στάζω (stazo) - "gotear por las fosas nasales") o sangrado nasal es un suceso común, no grave, resultante de la ruptura de pequeños capilares de la membrana mucosa nasal. Las rupturas ocurren comúnmente en el tabique nasal anterior, llamado área de Kiesselbach. El sangrado nasal es el que se origina de la mucosa de las fosas nasales, mientras que la hemorragia nasal se exterioriza por las fosas nasales, independientemente del origen (nasofaringe, trompa de Eustaquio, etc.).

## Terminología
- Sinónimos: rinorragia, hemorragia nasal, mosqueta (terminología gaditana).
- Palabras incorrectas: epíxtasis, epíxtaxis.

## Clasificación
El sangrado nasal se debe a la ruptura de un vaso sanguíneo dentro de la mucosa nasal. La ruptura puede ser espontánea o iniciada por un trauma. Las hemorragias nasales se encuentran en un 60% de la población con un pico de incidencias especiales en niños menores de diez años y personas mayores de cincuenta años; y son más frecuentes en hombres que en mujeres.
La gran mayoría de las hemorragias nasales son anteriores, es decir, se producen en la parte delantera de la nariz, desde el septo nasal. En esta zona hay muchos vasos sanguíneos (área de Kiesselbach). El sangrado posterior a la nariz es generalmente debido al sangrado en el área de Woodruff, un plexo venoso situado en la parte posterior del meato inferior. Los sangrados posteriores son a menudo prolongados y difíciles de controlar. Pueden estar asociados a hemorragias de ambas fosas, y tener un mayor flujo de sangre hacia el interior de la boca.

## Causas
La causa de los sangrados en la nariz se pueden dividir en dos categorías, factores locales y sistémicos.

### Factores locales
- Deformidades anatómicas
- Inhalación de productos químicos
- Reacción inflamatoria (por ejemplo, en infecciones agudas del tracto respiratorio, sinusitis crónica, rinitis alérgica e irritantes ambientales)
- Cuerpos extraños
- Tumores intranasales (Carcinoma nasofaríngeo en adultos, y angiofibroma juvenil en hombres adolescentes)
- Forjado nasal O2 (terapia de presión positiva continua)
- Uso del spray nasal
- Cirugía
- Trauma

### Factores sistémicos
- Medicamentos: aspirina, warfarina, clopidogrel y desmopresina, entre otras
- Intoxicación alcohólica (debido a la vasodilatación)
- Alergias
- Discrasia sanguínea
- Fallo cardíaco (debido a un aumento de la presión venosa)
- Neoplasias hematológicas
- Hipertensión
- Enfermedades infecciosas
- Por malnutrición (especialmente la anemia)
- Narcóticos
- Trastornos vasculares
- Rigidez muscular, como la causada por escoliosis (los músculos endurecidos provocan la compresión de los vasos sanguíneos, resultando en sangrados    nasales en el lado enriquecido).

## Tratamiento

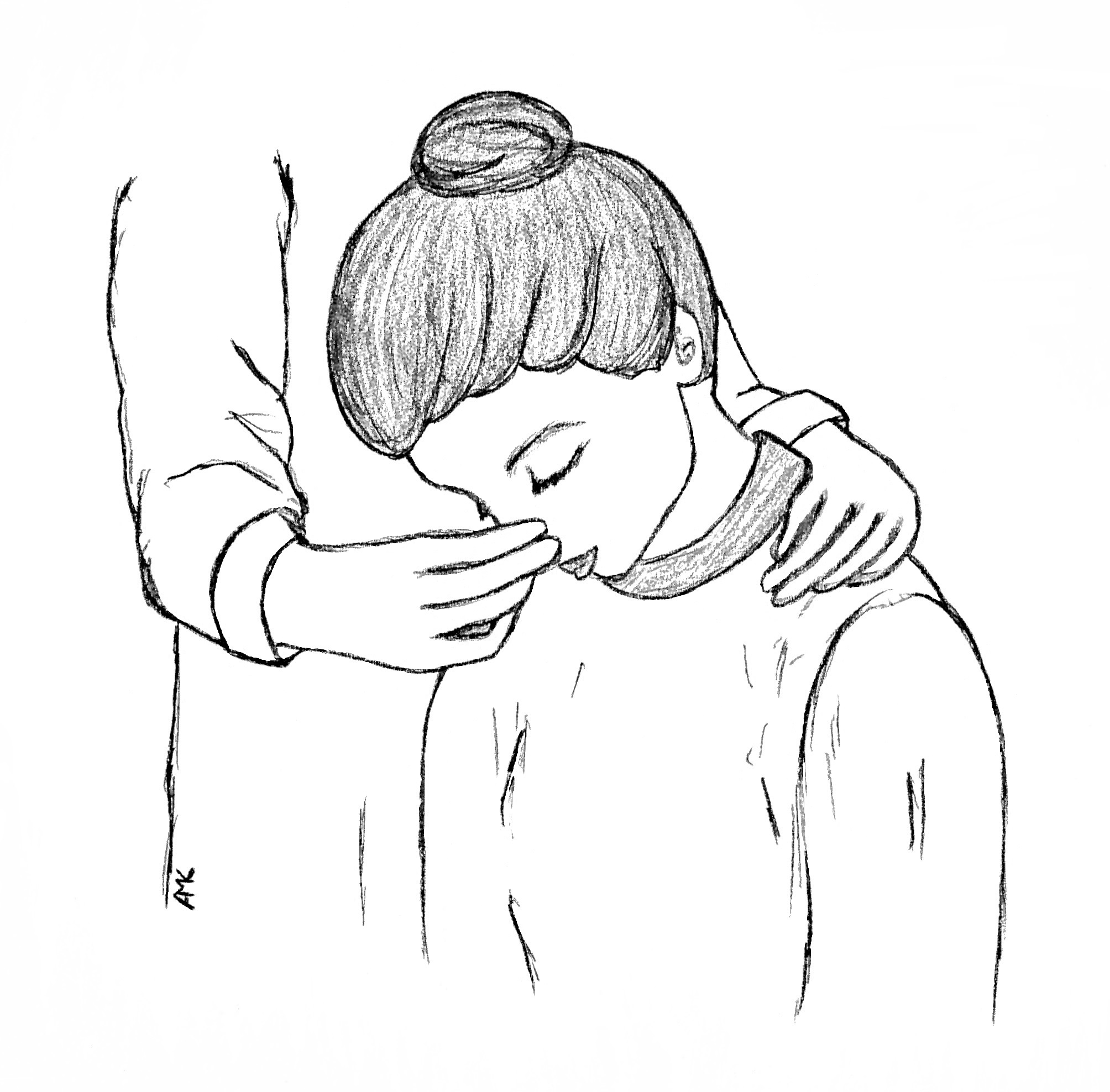
Demostración de cómo aplicar presión para detener una hemorragia nasal

El flujo de sangre normalmente se detiene cuando la sangre coagula, lo que puede ser incentivado por presión directa, presionando la parte carnosa y suave de la nariz. Se aplica presión sobre el Área de Little (Área de Kiesselbach), la fuente de la mayoría de las hemorragias nasales, y así se promueve la coagulación. La presión debe ser firme durante al menos 5 o 20 minutos, e inclinar la cabeza ligeramente hacia adelante ayudará a disminuir la posibilidad de náuseas y obstrucción de las vías aéreas.
La aplicación local de un agente vasoconstrictor ha demostrado reducir el tiempo de sangrado en casos benignos de epistaxis. Las drogas como la oximetazolina o la fenilefrina están ampliamente disponibles en los sprays nasales para el tratamiento de la rinitis alérgica y se pueden utilizar para este propósito.
Si estas medidas simples no funcionan, entonces la intervención médica puede ser necesaria para detener el sangrado. Las medidas más comunes son:
- Cauterización química, utilizando una aplicación local de nitrato de plata o ácido tricloroacético para cauterizar vasos superficiales.

- Cauterización eléctrica, utilizando un electrocauterio en la región del sangrado después de administrar anestesia local.

- Cauterización endoscópica, utilizando un endoscopio flexible o rígido se localiza la región de la arteria, realizando la cauterización.

- Tapón nasal anterior, indicado en presencia de sangrado difuso o no localizado y cuando los métodos acentuados no son efectivos. Se aplica anestesia local con un algodón empapado en anestésico.

- Tapón nasal posterior, realizado cuando el anterior no resuelve el sangrado, comúnmente usado en casos de traumas.

- Bloqueo del Foramen platino magno.

- Drogas, cuyo uso debe ser limitado.

### Otros
La utilidad del enfriamiento local de la cabeza y el cuello es controvertida. Algunos afirman que la aplicación de hielo en la nariz o en la frente no es útil. Otros creen que puede funcionar porque puede promover la vasoconstricción de los vasos sanguíneos nasales.

## Prevención
La aplicación tópica de pomada con antibiótico para la mucosa nasal se ha mostrado un tratamiento eficaz para la epistaxis recurrente. Un estudio descubrió que esto es tan eficaz como la cauterización nasal en la prevención de epistaxis recurrente en pacientes sin sangrado activo en el momento del tratamiento. Ambos tratamientos cuentan con una tasa de aproximadamente el 50 por ciento de éxito.

## Cultura y sociedad

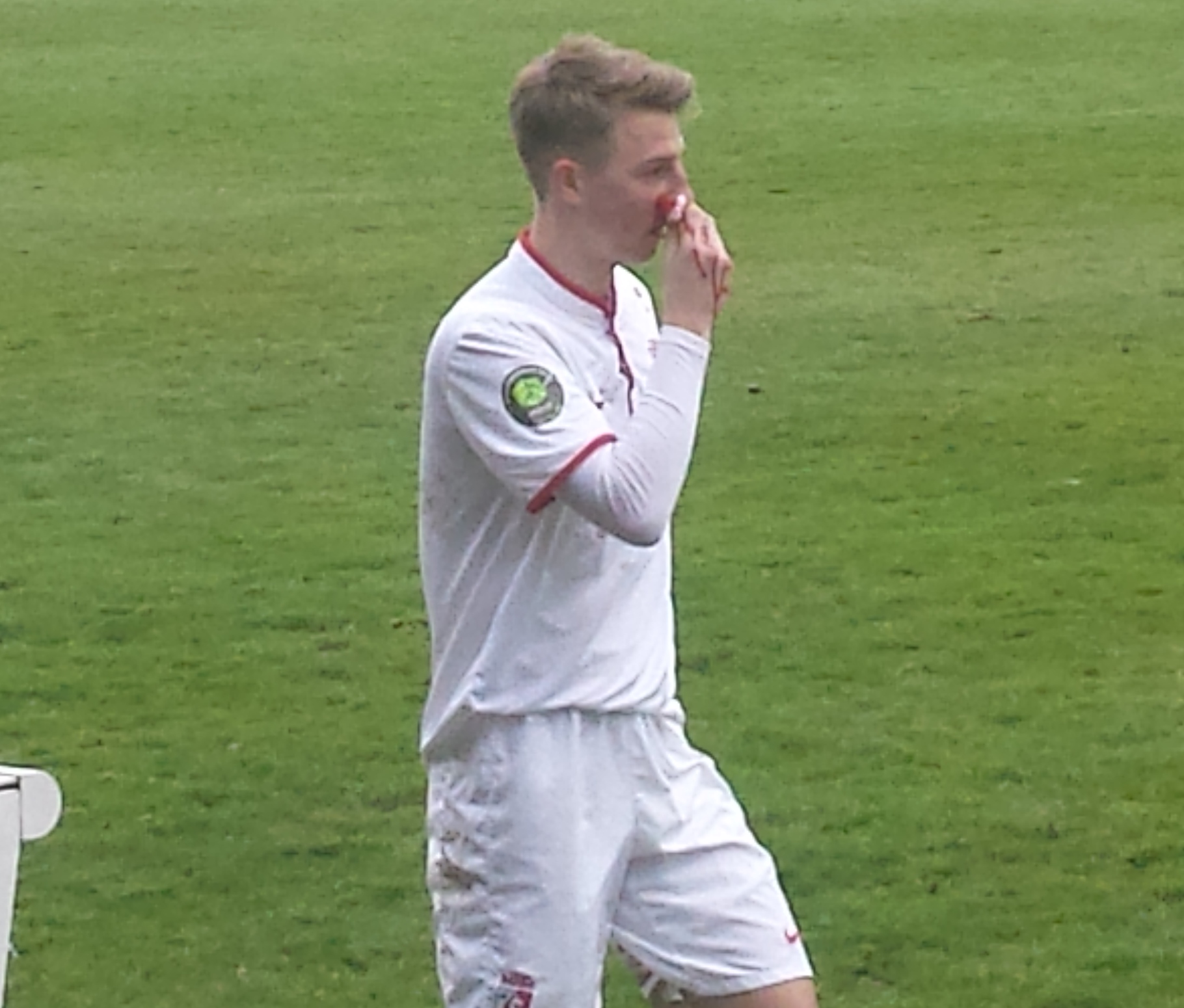
Coretin Halucha, jugador de fútbol sangrando por la nariz debido a un trauma.

En el lenguaje visual de los cómics japoneses y la animación, una hemorragia nasal repentina y violenta indica que la persona sangrante está sexualmente muy excitada. Sin embargo, en la ficción occidental, las hemorragias nasales significan un intenso enfoque mental o esfuerzo, particularmente durante el uso de poderes psíquicos.
En el uso estadounidense y canadiense, los asientos de hemorragia nasal son una forma muy común de definir los asientos más altos de una montaña; esto es en referencia al sangrado nasal que sufren los alpinistas a grandes altitudes.
La historia oral de la tribu sioux incluye referencias a mujeres que experimentan hemorragias nasales como resultado de la música de un amante, lo que implica excitación sexual.
En el idioma finés, rogar por una hemorragia nasal se usa comúnmente con un sentido abstracto para describir un comportamiento autodestructivo, por ejemplo, ignorar los procedimientos de seguridad o hacer un acto que pueda resultar dañino.
En la jerga filipina, tener una hemorragia nasal es tener serias dificultades para conversar en inglés con un angloparlante nativo. También puede referirse a la ansiedad provocada por un evento muy estresante, como un examen o una entrevista de trabajo.